# Bolívar (Santander)
Bolívar es un municipio de Colombia, el nombre del municipio es recibido, en honor a Simón Bolívar, esta situado en el norte del país, en el departamento de Santander (provincia de Vélez), al costado oeste, cruza la Carretera Panamericana en la Ruta Nacional 45, de los que 4,2 kilómetros de doble calzada cruzan tierras del municipio. 
Limita por el norte con los municipios de Landázuri y Cimitarra con la Ruta Nacional 62; por el este con Vélez, La Belleza y Guavatá en donde Limita con Puente Nacional y pasa la Ruta Nacional 45A; por el sur con El Peñón, Sucre y los municipios de Otanche y Puerto Boyacá (departamento de Boyacá) con la Transversal de Boyacá, y al oeste con Puerto Berrío en el departamento de Antioquia por donde pasa el Ferrocarril Colombia, separando los dos departamentos, el Río Magdalena, perteneciente al Magdalena Medio en la provincia de Vélez, proyección de la Ruta Nacional 45 con la Troncal Amazónica, para conectar Ecuador con Colombia en Sur América, Mega Obra proyectada en doble Carril de la perteneciente a la Ruta Nacional 45 en el Océano Atlántico en América Latina, Bolívar es un paraíso en donde se encuentra, rodeado de Obras Importantes en el País. 

## División político-administrativa
Además de su Cabecera municipal. Bolívar tiene bajo su jurisdicción los siguientes Centros poblados:
- Berbeo
- El Porvenir
- Flórez
- Gallegos
- La Melona
- La Hermosura
- San Marcos
- Santa Rosa
- Trapal

### Veredas
San Roque, Ermitaño, Puerto Guevara, Cruce Nutrias, Explanación, Bajo Palmas, Payo, Motuas, Bajo Minas, Alto Minas, Lomalta, Horta, Peña Negra, El Arado, Funcia, Ture, Polvero, Mochilero, Cedros , Jabonero, Parario, Alto Nogales, Guamal, San Antonio, Hatico, Gavilanes, Mojón, Siempreviva, Granadillos, Plan de Rojas, Lagunitas el Diamante, Medio Nogales Peña, Cristales, Boquerón, Resumidero, San José de la Amistad, El Tunal, El Palmar, La Laguna – Platanillo, Mina, Portachuelo, San Ramón, La Cuchilla Medios, Robles, La Resina, Subal, Barro Hondo, Canipa, San Roque, Sitio Nuevo, Turcal, San José Hermosura, Buenavista, La Trocha, Guamitos, Santa Bárbara, Puerta de los Cerros, Agua Blanca, Santa Cecilia, Combos, Cartagena, Montecristo, El Espejo, La Florida, La Balsa, San José de la Melona, La Cuchilla, La Guacharaca, Altamira, El Cruce, Alto del Tigre, Godo, Puesto Rico, El Limón, Genderales, San Vicente, Chorolo Bajo, Chorolo Medio, La Toroba, Pozo Tortuga, La Honda, Puerto Pacheco, Horta Media, Locación, Guinea, Zarca, Agua Linda, Ahuyamera, Carbonero, Puerto Arena, Arena Alta, Brisas del Minero, Los Chorros, Nuevo Mundo, Mata de Coco, El Ariza, Puerto Zambito, Cruce de Zambito, Nutrias y Córcega.

## Historia
Del pasado precolombino del municipio de Bolívar no hay un escrito que se conozca, la tradición oral solo cuenta que algunas regiones como Berbeo y La Hermosura fueron habitadas por bravos nativos descendientes de los Guanes que prefirieron morir de hambre, frío y enfermedad dentro de las cuevas antes que ser dominados por los españoles que posiblemente exploraron estas tierras.
En muchas de estas cuevas se han hallado osamentas que se presume pertenecen a estos desaparecidos indígenas; aparte de estos datos no existen más evidencias, estudios ni hallazgos, aunque muchas personas en sus labores de campo y agricultura han encontrado vasijas de barro y otros elementos, que pudieran pertenecer a antiguos pueblo nativo bolivarenses.
Bolívar es un municipio relativamente joven; para su fundación alrededor de 1844, ya Colombia era un país libre del dominio español, por lo tanto Bolívar no es un pueblo colonial, esto obedece a que seguramente para los españoles las tierras bolivarenses no representaron ningún tipo de riqueza y no estaban ubicadas en un corredor vial importante de la época hispánica. 
Sus fundadores son Pedro Antonio Castañeda y Ramón Palomino. En 1840 Bolívar inició como un caserío ubicado en lo que sería hoy la vereda La Funcia, pero tiempo más tarde fue trasladado gracias al sacerdote francés José Labrús Quesada, quien gestionaría tierras para el municipio en la vereda La Horta. El 29 de abril de 1844 se fundaría la cabecera municipal, bajo la presidencia del general Pedro Alcántara Herrán. Este logro se debió al terrateniente Ramón Palomino, quien cedió el terreno para el inicio del pueblo.
Sólo hasta 1887 sería reconocido como municipio al cual se le reconocerían los corregimientos (en aquel entonces aldeas) de Berbeo y Lándazuri. Las 12 primeras viviendas fueron fabricadas en paja y estaban ubicadas alrededor de la plaza. Gracias a la colaboración de los presbíteros Pedro Antonio Castañeda y Silvestre Gómez, en 1948, municipio finalizaría la construcción de la iglesia Nuestra Señora del Carmen, ícono arquitectónico y religioso de los bolivarenses.

## Geografía
El municipio de Bolívar- Santander, se caracteriza por tres tipos de climas en regiones diferentes; estos son: clima frío o alto Bolívar, cerca al perímetro urbano en la cordillera de los Agataes, zona de la Mora de Castilla; clima medio en el Medio Bolívar, límites con Landázuri, rivera del río Horta, zona cafetera, panelera y cacaotera. Clima cálido o Bajo Bolívar: riberas de los ríos Carare, Ermitaño y Magdalena. Es una zona cacaotera, de palma africana, madera y ganadera.
Su territorio es uno de los más extensos del departamento de Santander con 971,50 km². La cabecera municipal está localizada en las coordenadas 5°59'22.35" -73°46'13.64", a 246 km de la ciudad de Bucaramanga, capital del departamento de Santander, y a 196 km de Bogotá. 

### Límites
- Norte: Municipios de Lándazuri y Cimitarra.
- Oriente: Vélez y Guavatá.
- Sur: El Peñón, Sucre, La Belleza y Puerto Boyacá (Boyacá).
- Occidente: Antioquia.

Principales Ríos:
- Ture.

Principales Corregimientos:
La Hermosura, Berbeo, El Trapal, Santa Rosa y San Roque.
Temperatura promedio: 17 °C

## Economía
Este municipio, al presentar varios climas permite el desarrollo de la agricultura y la ganadería, y en particular el cultivo de legumbres, hortalizas, cacao, café y mora. Actualmente Bolívar se está consolidando en la comercialización de mora de castilla y caña de azúcar, productos que desde el año 2000 están convirtiéndose en unos de los principales ingresos económicos para las familias campesinas. 
En pro del desarrollo económico, la administración apoya la creación de un molino comunal (trapiche), dotado con la tecnología necesaria para optimizar el procesamiento de la caña panelera; este proyecto está liderado por la Asociación Campesina, Asocañibol. Así mismo, incentiva proyectos y capacitaciones que favorezcan y motiven a los productores de mora, los cuales son realizados por las asociaciones Morelia, Asofrutiber y Asomoralb, en cacao la Asociación Asgades. 
La mora de castilla ha ganado más relevancia en la economía bolivarense los últimos años gracias al trabajo realizado por asociaciones campesinas como Asomoralb, sacada adelante por campesinos como el señor Jorge Ruiz, que promueven una cultura campesina basada en la honestidad y el trabajo constante, gracias a iniciativas como estas se busca subir el precio de venta de la mora, mejorando notablemente la economía de los productores que la cultivan, estabilizando precios y mejorando la producción con mejores tecnicas agricolas sostenibles e incrementando la rentabilidad de la mora en la zona. 
En ganadería sobresale la de doble propósito con mestizajes de ganado criollo, normando y cruces con cebú; en los climas medio y cálido predomina el ganado blanco cebú y rojo, mestizajes o cruces con razas con más conversión a carne. Entre los productores de leche sobresale la asociación Asogaher y la Federación de Ganaderos.

## Turismo
El municipio es conocido por conservar sus raíces folclóricas, como la música y las tradiciones, lo que lo hace atractivo a los visitantes. Por ser uno de los municipio más extensos del departamento de Santander, Bolívar cuenta con una inmensa variedad geográfica, donde se resalta el paisaje de montaña, encontrando innumerables y majestuosos miradores, fuentes hídricas frías, puras y cristalinas, frondosos bosques inexplorados, cavernas místicas y llenas de historia, hoyas casi inaccesibles, desfiladeros que parecen no tener fin; entre muchos otros lugares inigualables que se pierden entre el gris de las grandes rocas y el verde de los campos bolivarenses.

### Sitios turísticos
Solo por nombrar algunos de los tantos sitios turísticos bolivarenses y cerca de la cabecera municipal encontramos:
- Pozo Verde: Centro recreativo natural, que permite la interacción con la naturaleza a través de su quebrada de frías y cristalinas aguas y su lago natural, del cual se dice que no se conoce su profanidad, además de protagonizar leyendas ancestrales que se trasmite verbalmente de generación en generación; una de esas leyendas dice: "En la semana santa de cada año, en le gago de Pozo Verde aparece una pata y sus patitos todos de oro, quien los intente agarrar queda encantado y se pierde en el lago para siempre".
- Templo Nuestra Señora del Carmen: Conocida en la región por tener uno de los picos más altos del departamento. Es una hermosísima obra arquitectónica que guarda una historia espectacular en torno a su construcción, pues los mismos bolivarenses la ayudaron a edificar cargando grandes rocas desde lugares lejanos; la arena fue llevada desde el río Cúchina a lomo de mula. El templo es el más grande orgullo para los bolivarenses, su torre se puede divisar desde diferentes lugares de la región, su pintura exterior es característica, aunque se ha pintado de otros colores, la comunidad pide su color tradicional, el cual data de muchos años atrás, dándole un alto valor agregado de tradicionalidad y conservación, recientemente el piso interior fue remodelado, dándole un toque de modernidad y más belleza; todos sus ventanales se han convertido en hermosos, coloridos y llamativos vitales, los cuales recrean paisajes, creencias y cultura propios de pueblo bolivarense.
- El Picacho: a este imponerte cerro se le conoce como el guardián de los bolivarenses, se caracteriza por su forma antropomorfa y con una espectacular leyenda que se ha venido contando de generación en generación, además es el principal símbolo natural del pueblo. La leyenda dice: "todos los viernes santos, a las doce del día se abre la puerta de una cueva, cuyo interior está repleto de oro, quien ingrese queda atrapado y solo puede salir en próximo viernes santo a la misma hora". El Picacho es sito turístico por excelencia, atractivo para caminantes, naturalistas, expedicionarios y fotógrafos; desde su cumbre es posible divisar territorios de varios municipios, en medio de una naturaleza exuberante.
- Cerca del pueblo se hallan varias cavernas naturales, como la Cueva de los Papagayos, imponente gruta incrustada en la roca de gran profundidad, antiguamente habitada por aves papagayos, hoy en día se halla contaminada por las aguas negras procedentes del pueblo. Pese a ello es visitada con mucha frecuencia, ingresar a su interior significa una experiencia para la adrenalina, el misterio y la historia.
- El rio Cúchina: aunque no es un gran río, ofrece lugares muy atractivos para la recreación, visitado por turistas en épocas de vacaciones para el tradicional paseo de olla, en especial el sitio de la mina y la finca de los Barragán.
- Bolívar es un municipio de naturaleza extrema, en cada una de sus regiones se encuentran diversas atracciones como montañas, selvas, lagos, ríos y cascadas. Recorrer Bolívar significa una experiencia natural relajante y sorprendente, en medio de la más completa riqueza de flora y fauna, acompañado de la humildad y amabilidad de sus gentes; no es raro recorrer los caminos de Bolívar y a lo lejos, entre cafetales, lomas y valles escuchar un torbellino, el lamento de una mujer campesina entonando una guabina, como testimonio del pasado ancestral bolivarense y de la más pura expresión del folclor regional.

Fiestas
A finales del mes de junio, en el festivo de San Pedro y San Pablo, se realizan las ferias y fiestas, evento cultural que comenzó como un homenaje a la Virgen del Carmen, patrona de los bolivarenses. Dentro de estas ferias y fiestas se desarrolla el Festival Nacional del Requinto y la Guabina, Jorge Ariza Lindo. En el año 2018 se realizó la versión número XXVIII, la IX Versión Revelaciones del Requinto y VI Presentación Intérpretes del Torbellino en Flauta de Caña, en la que sobresale la interpretación del torbellino instrumentado, el baile del torbellino, el canto de la guabina en dos o tres voces y el torbellino versiao.
En este gran municipio del sur de Santander, provincia de Vélez, han nacido grandes folcloristas, sobresaliendo en la interpretación del requinto maestros como: Jorge Ariza Lindo, Aquileo Téllez, Hipólito Hernández, Gilberto Ballén, Felipe Castañeda, Víctor Hernández, Antonio Mogollón y Álvaro Quiroga; y guabineras como Lilia Vásquez, Lujan Vásquez, Jacinta Téllez, Rita Quiroga, Mercedes Hernández, Hermelinda Hernández, Antonio Mogollón y Reinalda Gamboa.
Es conocido como el único municipio de la nación donde se interpreta el torbellino en flauta de caña, herencia de los maestros Florentino y Eduardo Quiroga. Esta flauta es construida en forma artesanal de la caña de castilla; consta de cuatro huecos para los dedos y un pito como embocadura. 
Por la interpretación del torbellino instrumentado, el baile de tres, la poca y el moño, el canto de la guabina a capela en dos y tres voces con tono bolivarense, la interpretación del requinto, la flauta de caña y ser la tierra de mucho folclorista es conocido el municipio de Bolívar – Santander, como la Cuna del Folclor. 
Sus ferias y el festival suelen ser muy vistosas, reuniendo miles de personas de distintas regiones del país, que reúnen a gran cantidad de bolivarenses y visitantes para celebrar juntos la máxima expresión folclórica, tradicional y autóctona del sur de Santander. Las ferias de Bolívar están catalogadas entre las mejores de toda la región. Bolívar también es conocido como la Capital Morera de Colombia, y tierra de músicos de música popular y andina colombiana como Wilson Hernández, el Tocayo Vargas, los hermanos Sanabria y Valenzuela.
Himno Municipio de Bolívar
Coro
Bolivarense, bolivarense,
es el canto de libertad;
desde Bolívar mi pueblo grande,
donde se tejen sueños de paz; 
bolivarense, bolivarense,
es el canto de libertad.
I
Bajo este cielo azul celeste, 
vivimos siempre con hermandad; 
aquí florecen los verdes campos, 
y cosecha la honestidad.
II
Somos alegres, somos altivos, 
como el Picacho guardián de honor;
bellas mujeres de noble raza, 
gallardos hombres de gran valor.
III
“Siempre adelante” es nuestro lema, 
tierra de grandes de ayer y hoy;
los de mañana serán lo mismo, 
es la semilla que da el amor.
Coro
IV
Escudo y nombre de tal nobleza, 
blasón y estirpe de inspiración; 
con los paisajes de una leyenda, 
un paraíso creó aquí Dios.
V
Suena el requinto, suena los tiples, 
y los copleros fluyen su voz;
así entre cantos, danzas y flores,
vibramos todos con el folclor.
VI
Bolívar siempre, Bolívar grande,
santandereana tierra de amor;
bandera al viento ondeante llama,
bolivarense a mucho honor.